# Roches-sur-Marne
Roches-sur-Marne é uma comuna francesa na região administrativa de Grande Leste, no departamento de Haute-Marne. Estende-se por uma área de 7,87 km². Em 2010 a comuna tinha 560 habitantes (densidade: 71,2 hab./km²).